# Rosier de Julhac
Rosier de Julhac (en francès Rosiers-de-Juillac) és un municipi francès situat al departament de la Corresa i a la regió de la Nova Aquitània.

## Demografia
| 1962                                       | 1968 | 1975 | 1982 | 1990 | 1999 | 2007 |
| ------------------------------------------ | ---- | ---- | ---- | ---- | ---- | ---- |
| 204                                        | 232  | 208  | 205  | 200  | 194  | 184  |
| Des de 1962: població sense dobles comptes |      |      |      |      |      |      |

## Administració
| Període   | Identitat    | Partit |
| --------- | ------------ | ------ |
| 1989-2008 | Jean Duroy   | PCF    |
| 2008-     | Daniel Duloy |        |